# Cuinzier
Cuinzier ist eine französische Gemeinde mit 705 Einwohnern (Stand 1. Januar 2022) im Département Loire in der Region Auvergne-Rhône-Alpes (vor 2016 Rhône-Alpes). Sie gehört zum Arrondissement Roanne und zum Kanton Charlieu.

## Geografie
Die Gemeinde Cuinzier liegt etwa 17 Kilometer nordöstlich von Roanne. Im Gemeindegebiet entspringt der Fluss Jarnossin. Umgeben wird Cuinzier von den Nachbargemeinden Mars im Norden, Arcinges im Nordosten und Osten, Le Cergne im Osten und Südosten, Sevelinges im Süden, Jarnosse im Süden und Südwesten sowie Villers im Westen.

## Bevölkerungsentwicklung
| Jahr                       | 1962 | 1968 | 1975 | 1982 | 1990 | 1999 | 2006 | 2014 | 2022 |
| Einwohner                  | 628  | 605  | 598  | 571  | 583  | 590  | 574  | 716  | 705  |
| Quellen: Cassini und INSEE |      |      |      |      |      |      |      |      |      |

## Sehenswürdigkeiten
- Kirche Sainte-Madeleine von 1829

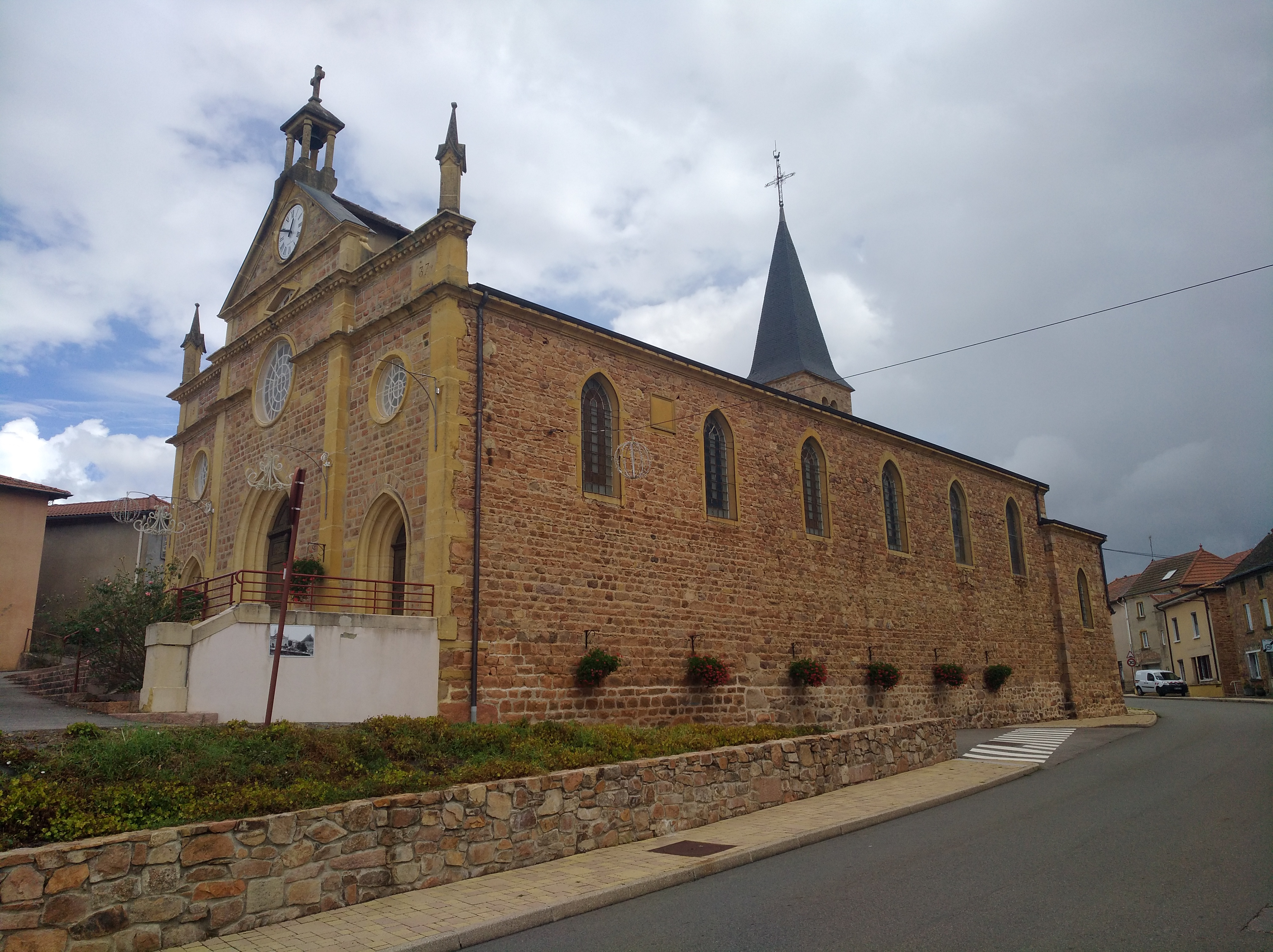
Kirche Sainte-Madeleine
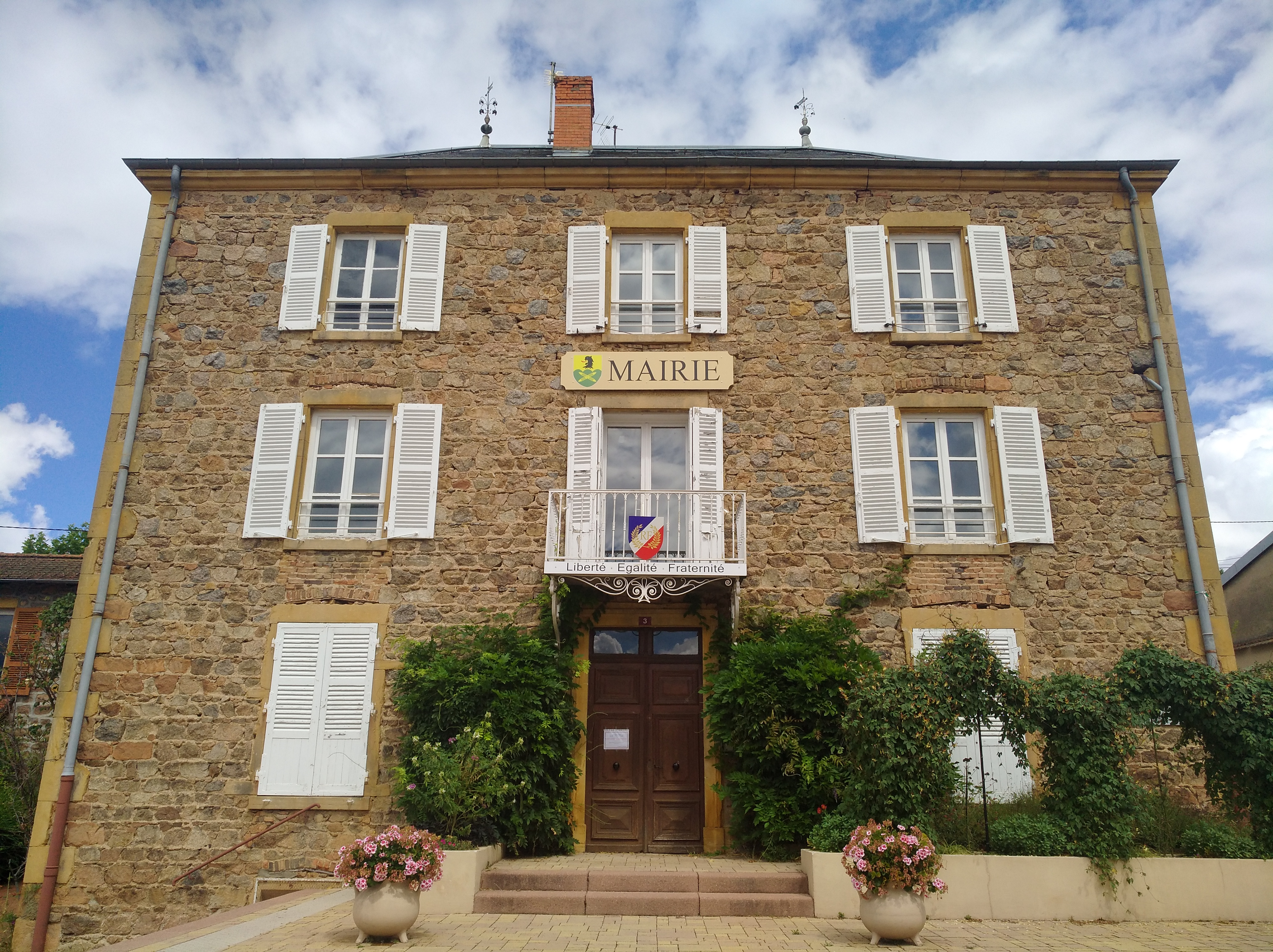
Mairie Cuinzier
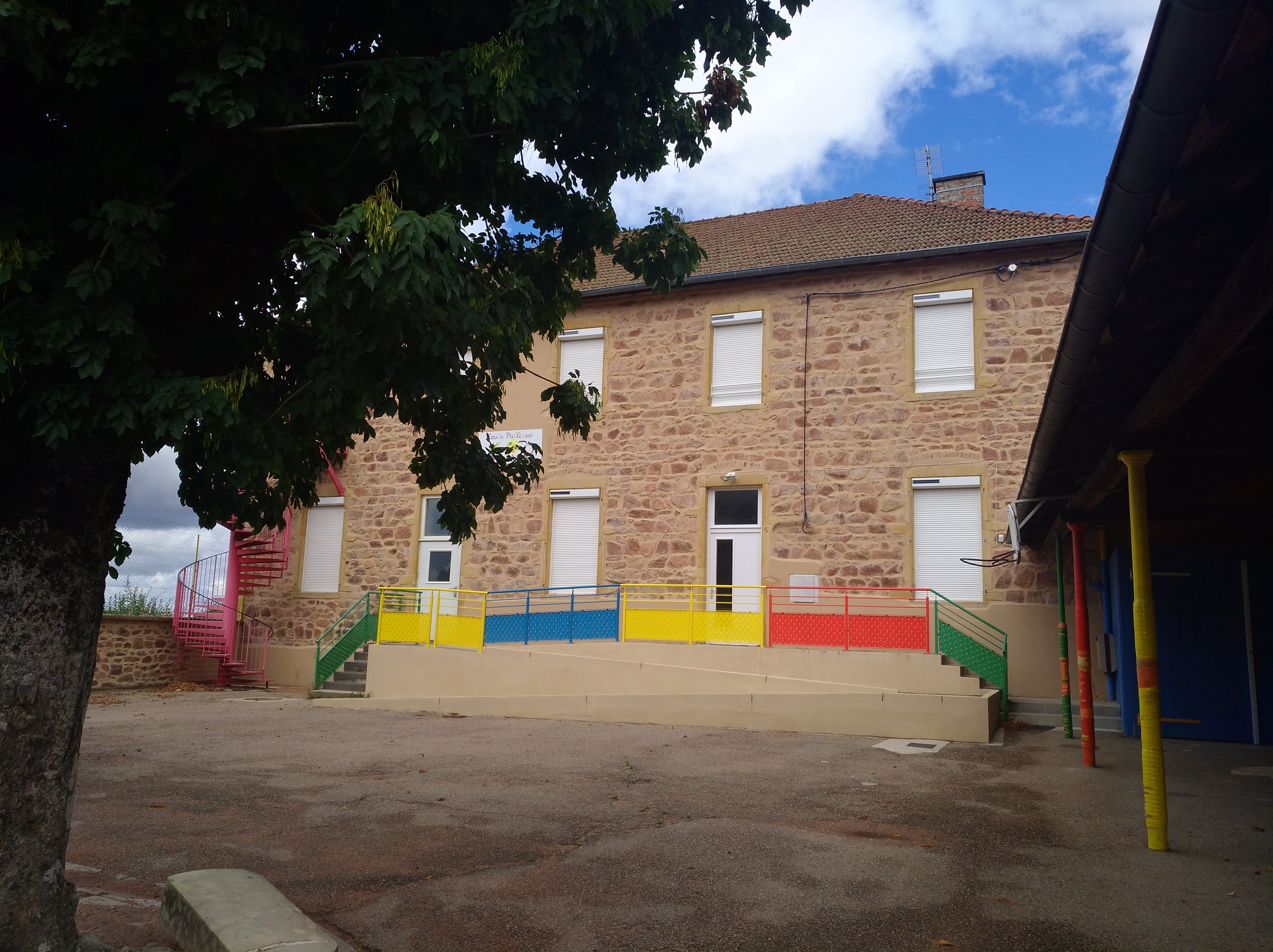
Grundschule
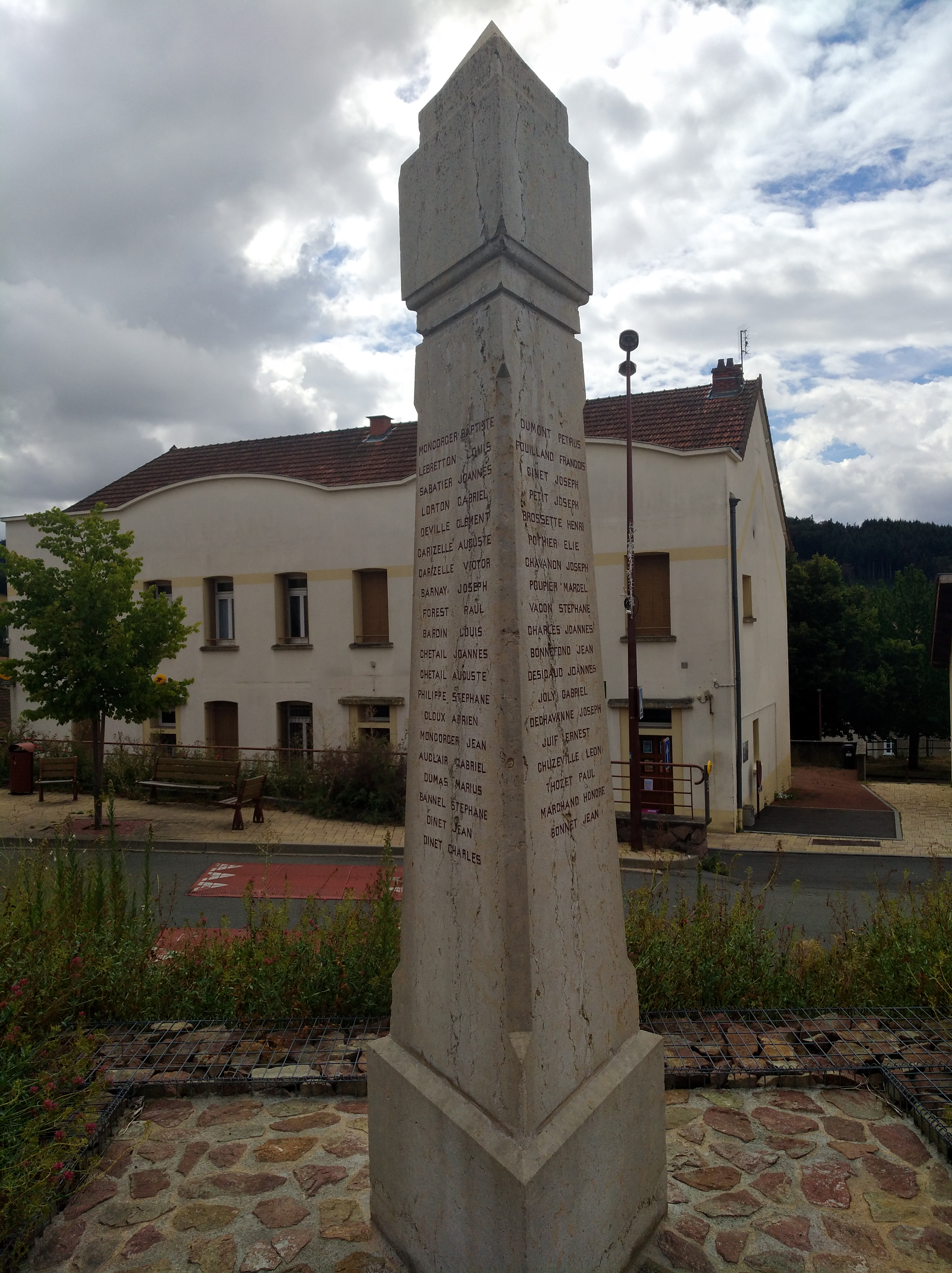
Gefallenendenkmal